# Мура (нижний приток Шегарки)
Мура — река в Томской области России. Устье реки находится в 112 км по левому берегу реки Шегарка, возле села Татьяновка. Длина реки составляет 22 км. Два истока — Левая Мура и Правая Мура, которые сливаются перед деревней Вороновка.

## Данные водного реестра
По данным государственного водного реестра России относится к Верхнеобскому бассейновому округу, водохозяйственный участок реки — Обь от Новосибирского гидроузла до впадения реки Чулым, без рек Иня и Томь, речной подбассейн реки — бассейны притоков (Верхней) Оби до впадения Томи. Речной бассейн реки — (Верхняя) Обь до впадения Иртыша.